# Líber Vespa
Líber Ernesto Vespa Legarralde (Montevidéu, 18 de outubro de 1971 – Montevidéu, 25 de julho de 2018) foi um futebolista uruguaio que atuava como meia.

## Carreira
Líber Vespa integrou a Seleção Uruguaia de Futebol na Copa América de 1999.

## Morte
Morreu em 25 de julho de 2018, aos 46 anos, em um CTI localizado em Montevidéu, de acidente vascular cerebral.

## Títulos
Uruguai
- Copa América de 1999: 2º Lugar